# ديك ريتشاردسون
ديك ريتشاردسون (3 نوفمبر 1934 في المملكة المتحدة - ) (بالإنجليزية: Dick Richardson)‏ هو لاعب كريكت بريطاني. شارك مع منتخب إنجلترا للكريكت.

## وصلات خارجية
- ديك ريتشاردسون على موقع إي آس بي آن كريك إنفو (الإنجليزية)